# José Borges de Almeida Taques Filho
José Borges de Almeida Taques Filho (Ponta Grossa, 10 de outubro de 1856 - Itararé, 18 de outubro de 1924) foi um fazendeiro, coronel e político brasileiro. Exerceu no município de Tibagi todos os altos cargos da administração pública, foi ainda coletor de rendas, juiz municipal, prefeito de Tibagi e deputado estadual do Paraná.

## Biografia
Filho de José Borges de Almeida Taques e de Maria Cândida de Camargo Ribas. Conhecido como Juquinha Taques, foi casado com  Maria da Conceição Novaes. Era neto do Coronel Balduíno de Almeida Taques e de Maria Antonia Borges de Macedo, bisneto do capitão Cyrino Borges de Macedo e, portanto, sobrinho-neto do comendador José Borges de Macedo, que é considerado o primeiro prefeito de Curitiba. Seu pai, José Borges de Almeida Taques, o Juca Taques, foi deputado provincial e vereador em Tibagi, e certamente que seu desempenho político influenciou a vida de Almeida Taques Filho. Portanto, de 1897 a 1899 este exerceu o cargo de deputado estadual. Em 17 de abril de 1905 foi nomeado prefeito de Tibagi conforme decreto governamental, tornando-se ali o vigésimo terceiro prefeito municipal, vindo ainda a assumir o posto em outros momentos.